# Euphorbia sessilifolia
Euphorbia sessilifolia är en törelväxtart som beskrevs av Johann Friedrich Klotzsch och Pierre Edmond Boissier. Euphorbia sessilifolia ingår i släktet törlar, och familjen törelväxter. Inga underarter finns listade i Catalogue of Life.